# سان كريستوف وادي أوستا
سانت كريستوف (باللهجة الفالدوتانية: سين كريتوبلو) هي بلدة ومدينة تقع في وادي أغشت. تقع شرق مدينة أوستا، على الضفة اليسرى لنهر دورا بالتيّا.

## الأماكن ذات الأهمية
- تقع قلعة باسرين دانتريف في هذه البلدية. تم توسعتها و تحويلها إلى منزل فخم ، تحتفظ القلعة مجموعة غنية من التحف الفنية التي يمكن زيارتها .

- تضم جامعة وادي أوستا حرمًا جامعيًا في لو غراند-شمان.
- كنيسة الرعية على برج جرس الروماني مرتفع يعلوه برج هرمي مفتوح النوافذ مقسمة . كما تحتفظ بصليب النصر الثمين الذي يعود تاريخه إلى عام 1400، حيث يعتبر أحد أهم الأعمال الفنية في تراث وادي أوستا

## التنقل
يقع مطار أوستا فالي في سانت كريستوف، في ليه إيل.

## توأمة
- بيليغارد سور فالسيرين، فرنسا

## الروابط الخارجية
- القديس كريستوف باللغة الإيطالية